# Augusto Fragoso
El general Augusto Tasso Fragoso més conegut per Tasso Fragoso (São Luís, 28 d'agost de 1869 — Rio de Janeiro, 20 de setembre de 1945) va ser un militar i escriptor brasiler, cap de la Junta Governativa Provisional de 1930, que va assumir el govern de Brasil després que Washington Luís va ser enderrocat el 24 d'octubre de 1930 per un cop d'estat liderat per Tasso Fragoso, el qual va impedir el president electe Júlio Prestes d'assumir la presidència de la república i la va lliurar a Getúlio Vargas el 3 de novembre de 1930. La junta coordenada per Tasso Fragoso també era composta per Isaías de Noronha i Mena Barreto.

## Obres
- A Revolução Farroupilha
- Históra da Guerra entre a Tríplice Aliança e o Paraguai (1934, en 5 volums).
- Os Franceses no Rio de Janeiro.